# Basso Ercolano
Flavio Basso Ercolano (in latino: Flavius Bassus Hercolanus; fl. 449-452) è stato un nobile e politico romano di età imperiale.

## Biografia

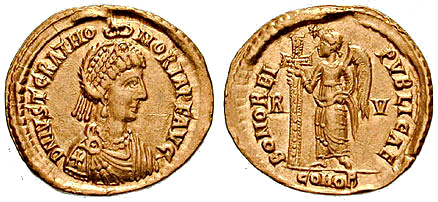
Giusta Grata Onoria, moglie di Basso, su di un solido, incoronata augusta dalla mano di Dio.

L'augusta Giusta Grata Onoria, sorella dell'imperatore d'Occidente Valentiniano III, aspirava a controllare il trono d'occidente; per questo motivo Valentiniano decise di darla in sposa ad un uomo che non avesse ambizioni di potere, e scelse Ercolano per la sua mancanza di ambizioni e per il suo buon carattere. Il fidanzamento avvenne nel 449 mentre il matrimonio fu probabilmente celebrato l'anno successivo.
Nel 452 Ercolano fu onorato del consolato, retto assieme a Flavio Sporacio.